# Joséphine Troller
Pour les articles homonymes, voir Troller.
Joséphine Troller, née le 21 juin 1908 à Lucerne et morte le 19 août 2004, est une artiste peintre autodidacte suisse.

## Biographie
Elle a développé son propre langage pictural à partir du milieu des années 1940. Elle fut davantage connue du public en 1970, quand Jean-Christophe Ammann a exposé ses œuvres au Musée d'art de Lucerne, les présentant dans le contexte des principales positions contemporaines. Grâce à ce raccordement avec le travail artistique courant, ses peintures et ses esquisses étaient perçues non pas en tant qu'art naïf mais comme travail au caractère fortement autonome, également apprécié en tant que contribution intéressante à l'art suisse.

## Sources
- Kunstmuseumluzern